# Betula kenaica
Betula kenaica är en björkväxtart som beskrevs av Walter Harrison Evans. Betula kenaica ingår i släktet björkar, och familjen björkväxter. Inga underarter finns listade.